# Marek Klimek (lekarz)
Marek Klimek (ur. 8 października 1964 w Krakowie) – polski ginekolog i profesor nauk medycznych.

## Życiorys
Syn lekarzy Ewy Kownackiej-Klimek i Rudolfa Klimka. Studiował do 1989 roku na Wydziale Lekarskim Uniwersytetu Jagiellońskiego w Krakowie. Po studiach podjął pracę jako asystent w Szpitalu Uniwersyteckim w Krakowie, który stanowi bazę dydaktyczną i naukową Collegium Medicum Uniwersytetu Jagiellońskiego. W latach 1992–1998 był starszym asystentem, specjalizował się jako ginekolog i położnik. Na podstawie dysertacji Oznaczanie terminu porodu na podstawie łącznych badań enzymatycznych i ultrasonograficznych uzyskał w 1992 roku promocję  doktora medycyny (dr med.). Po obronie rozprawy habilitacyjnej Monitorowanie ciąży i prognozowanie porodu jako zdarzeń czasoprzestrzennych uzyskał w 1998 roku stopień doktora habilitowanego (dr hab.) nauk medycznych w zakresie medycyny (specjalność ginekologia i położnictwo). Od 1998 roku był starszym wykładowcą na Wydziale Lekarskim Uniwersytetu Jagiellońskiego.
Do grudnia 2006 pełnił funkcję ordynatora oddziału Kliniki Ginekologii i Niepłodności Szpitala Uniwersyteckiego w Krakowie. 
Nominację profesora nauk medycznych Marek Klimek otrzymał 30 listopada 2006 w Warszawie z rąk prezydenta Lecha Kaczyńskiego. Jest promotorem i recenzentem dysertacji doktorskich studentów Wydziału Lekarskiego Uniwersytetu Jagiellońskiego. Od 1995 roku należy do zespołu lekarzy w Fertility Centre w Krakowie.

## Członkostwa
- Naczelna Izba Lekarska (NIL)
- Polskie Towarzystwo Ginekologiczne (PTG)
- European Society of Gynecology Endoscopy (ESGE)
- New York Academy of Sciences (NYAS)
- European Association Gynecologists and Obstetricians

## Wybór publikacji
- Oznaczanie terminu porodu na podstawie łącznych badań enzymatycznych i ultrasonograficznych = Enzymatic & ultrasonographic monitoring of pregnancy and prediction of birth-date (dysertacja doktorska). Dream Publ. Comp., Kraków 1992, ISBN 83-900525-0-4.
- Monitorowanie ciąży i prognozowanie porodu jako zdarzeń czasoprzestrzennych (rozprawa habilitacyjna). Dream Publ. Comp., Kraków 1996, ISBN 83-901779-3-5.
- Causal ACTH-Depot Therapy during Pregnancies following Infertility Treatment[2]. 2012
- (jako promotor) Anna Mierzwa: Metody preindukcji i indukcji a skuteczność wywoływania porodu. Kraków 2013.